# Завалинка (игра)
Гамруль или «Интеллектуальная Завалинка» или «Надуваловка» — юмористически-интеллектуальная игра, в которой игроки (или команды) соревнуются в написании лучшей энциклопедической статьи для неизвестного им слова.
Само слово «гамруль» (вероятно, выбрано по созвучию с «гомруль») никому не известно, его нельзя найти ни в каком словаре. Оно истолковывается как «несуразица», «бессмыслица» и используется в качестве первого тренировочного слова для новых игроков.

## Правила игры
Ведущий выбирает слово из официального источника энциклопедической направленности (Энциклопедический словарь, Большая советская энциклопедия, Британника).
Каждый участник (или команда) пишет вариант энциклопедической статьи для выбранного слова, в то время как ведущий адаптирует и сокращает настоящий вариант. После того, как Ведущий зачитал все статьи, включая правильную, в произвольном порядке, игроки отдают свой голос той или иной статье.
Популярные системы подсчёта очков таковы:
- Игрок, проголосовавший за верную статью, получает 1 балл; игрок, написавший самую популярную статью (получившую больше всего голосов), получает 2 балла. В случае, если за настоящую статью не проголосовал никто, ведущий получает 3 балла.
- Голосование за верную статью даёт участнику 2 балла, плюс каждый участник получает столько баллов, сколько участников выбрало придуманное им определение.

При любых правилах, конечно, запрещено голосовать за собственное определение.

## История
Игра Гамруль (под таким названием) появилась в 1970-е годы, когда выходило в свет Третье издание Большой советской энциклопедии и, одновременно, появилась в продаже игра «Эрудит». Не совсем честным игрокам «Эрудита» приходилось сочинять правдоподобные определения несуществующих слов, пародируя энциклопедические статьи. Лучшие из таких игроков стали соревноваться — зародилась игра.
Концепция игры была настолько легка и привлекательна, что её вспоминали (переизобретали, улучшали) несколько раз под разными названиями. Например, Евгений Поникаров пишет, что клуб Что? Где? Когда? «Самсон» разработал и представил на турнире «Великолукская Осень — 93» свой вариант игры под названием «Надуваловка». В нём игроки получают два балла за угаданную верную версию и по одному баллу за любого игрока, поверившего в их вариант. Ведущий никаких баллов не получает, но старается в идеале подобрать слова, в которых было бы трудно поверить в правильный ответ, или которые бы интересно звучали. При этом пародийность придумываемых определений не является самоцелью, а представляет ценность исключительно с позиции возможности «надуть» других игроков. Важным добавлением является джентльменское соглашение, что любой игрок, знающий предложенное слово, должен заявить об этом до начала игры. «Надуваловка» допускает и командную версию. Английским телезрителям эта же самая игра известна с 1965 года под названием «Call My Bluff» («Не надуешь»), а американским — под названием «Balderdash» («Чушь»).

## Юмористические статьи
При согласии всех участников 1 балл может быть присуждён автору самой весёлой статьи.
Например, если бы было выбрано слово гамруль, пародийная статья могла быть такой:

Гамруль, Дора Моисеевна (наст. имя Циля) (1894—1937) — выдающийся революционный и политический деятель времён 8-го Коминтерна. Широко известна тем, что, прикидываясь двойным агентом германской контрразаведки, внесла непоправимый вклад в дело пломбирования вагонов шоколадной глазурью.

Иногда ведущий и его помощники (например, подсчитывающие очки) организуют собственную команду, которая занимается написанием исключительно юмористических определений.

## Чемпионаты
Проводятся локальные и даже международные чемпионаты с участием команд России, США, Германии, Израиля, Канады и Австралии.

## В популярной культуре
- «Клуб 12 Стульев» Литературной Газеты в рубрике «Слова, слова…» на протяжении многих лет публиковал подборки фиктивных определений известных слов.
- В романе Джоржа Оруэлла «1984» главное занятие министерства Правды — это непрерывное полное переписывание всех статей всех энциклопедий.
- В популярном спектакле «День Радио» герои (радиоведущие) должны в прямом эфире дать правдоподобные определения и описания редких «животных», таких как бородатая выхухоль, двузубый чернопопик и подкустовный выползень.